# Бејсхор (Канзас)
Бејсхор (енгл. Basehor) град је у америчкој савезној држави Канзас.

## Демографија
По попису из 2010. године број становника је 4.613, што је 2.375 (106,1%) становника више него 2000. године.
| Група             | 2000.         | 2010.         |
| Белци             | 2.154 (96,2%) | 4.230 (91,7%) |
| Афроамериканци    | 8 (0,4%)      | 117 (2,5%)    |
| Азијати           | 16 (0,7%)     | 25 (0,5%)     |
| Хиспаноамериканци | 36 (1,6%)     | 168 (3,6%)    |
| Укупно            | 2.238         | 4.613         |